# Dos Jacales
Dos Jacales är en ort i Mexiko.   Den ligger i kommunen Miahuatlán och delstaten Veracruz, i den sydöstra delen av landet, 240 km öster om huvudstaden Mexico City. Dos Jacales ligger 2 005 meter över havet och antalet invånare är 379.
Terrängen runt Dos Jacales är kuperad söderut, men norrut är den bergig. Runt Dos Jacales är det tätbefolkat, med 511 invånare per kvadratkilometer. Närmaste större samhälle är Banderilla, 15,9 km söder om Dos Jacales. Omgivningarna runt Dos Jacales är en mosaik av jordbruksmark och naturlig växtlighet.